# 兵庫県立伊丹西高等学校
兵庫県立伊丹西高等学校（ひょうごけんりつ いたみにしこうとうがっこう）は、兵庫県伊丹市にある公立の高等学校である。

## 沿革
- 1979年 開校。開校当初より高校入試において総合選抜を実施。
- 1986年 理数コース設置。
- 2003年 理数コースを自然科学コースに改組。
- 2009年 特色選抜に総合ヒューマン類型を設置。総合選抜廃止。

## 学科・コース
- 【普通科】 1年生では全員が共通の科目を履修して基礎学力の定着と充実を図っている。  2年生から下記3類型を設置し、多様な選択教科・科目を設けて、適性を生かした将来の進路実現に向け系統的な学習ができるようにしている。
  - 〈総合ヒューマン類型〉：「看護・医療」「保育」「福祉」分野に興味・関心を持つ生徒が対象。
  - 〈自然科学類型〉：「理学工学」「農学」「医歯薬」分野等に興味・関心を持つ生徒が対象。
  - 〈人文社会類型〉：「経済」「法律」「国文」「国際」など文系分野に興味・関心を持つ生徒、及び各種専門学校を希望する生徒が対象。

※平成21年度から改編。

## 著名な出身者
- 古橋由一郎 - 元アメリカンフットボール選手（立命館大学パンサーズ）
- 木山隆之 - 元サッカー選手・サッカー指導者
- 長見賢司 - 元プロ野球選手（西武ライオンズ、横浜ベイスターズ）
- 鈴衛佑規 - 元プロ野球選手（広島東洋カープ）
- 有村架純 - 女優（2年まで）
- NAO - シンガーソングライター
- 東谷義和 - 元実業家、元YouTuber、元参議院議員

## 所在地
- 〒664-0025 兵庫県伊丹市奥畑3丁目5番